# HP 35s

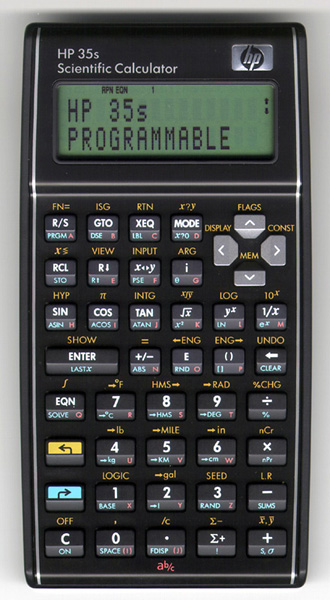
HP-35s

La HP 35s (F2215A) è una calcolatrice scientifica programmabile non grafica prodotta da Hewlett-Packard. 
Essa è il successore della HP 33sad, ed è stata introdotta per commemorare il 35º anniversario dell'HP-35, la prima calcolatrice tascabile al mondo.

## Caratteristiche
La HP 35s utilizza la notazione inversa polacca (RPN) o notazione algebrica come metodo di inserimento dati (input).
Altre caratteristiche di questo modello sono:
- display LCD alfanumerico a due righe;
- Oltre 800 registri di memoria (26 etichettati direttamente);
- Diverse funzioni scientifiche e statistiche;
- Operazioni in decimale, binario, ottale ed esadecimale;
- Risolutore di equazioni con isolamento variabile arbitrario (visto per la prima volta sull' HP-18C);[2]
- Integrazione numerica (vista per la prima volta sull'HP-34C);
- Supporto per input e visualizzazione di frazioni;
- Calcoli di numeri e vettori complessi;
- Conversioni di unità e tabella delle costanti fisiche;
- Programmazione dei tasti con circa 30 kilobyte di memoria per programmi e dati;

La HP 35s ha un aspetto retrò che ricorda le classiche calcolatrici HP prodotte dagli anni '70 agli anni '90. Tuttavia, fornisce molte più funzioni, potenza di elaborazione e memoria rispetto alla maggior parte dei modelli precedenti.
L'aspetto fisico e il layout della tastiera dell'HP 35s sono molto diversi da quelli del suo predecessore immediato, l'HP 33s, ma le due calcolatrici sono funzionalmente molto simili. Le differenze principali sono:
- La HP 35s consente l'indirizzamento dell'etichetta e del numero di riga nei programmi, mentre la HP 33s aveva solo l'indirizzamento dell'etichetta. Con solo 26 etichette, era difficile scrivere programmi facendo uso di tutti e 30 KB di memoria;
- La memoria nell'HP 35s è anche utilizzabile per l'archiviazione dei dati, sotto forma di ulteriori 801 registri di memoria numerati;
- Il supporto per le operazioni vettoriali è presente solo in HP 35s;
- I numeri complessi vengono trattati come un valore singolo anziché due valori separati;
- Il branching indiretto, che consente di utilizzare il contenuto di un registro di memoria come destinazione di un'istruzione di branching (GTO o XEQ), non è presente nell'HP 35s.[3]
- La HP 35s non ha nessun limite arbitrario alla lunghezza delle equazioni (la HP 33s aveva un limite di 255 caratteri).[4]

HP ha rilasciato un emulatore 35s gratuito per il sistema operativo Windows (utilizzabile tramite Wine in altri sistemi). In precedenza questo strumento era disponibile solo per licenze educative.

## Costruzione

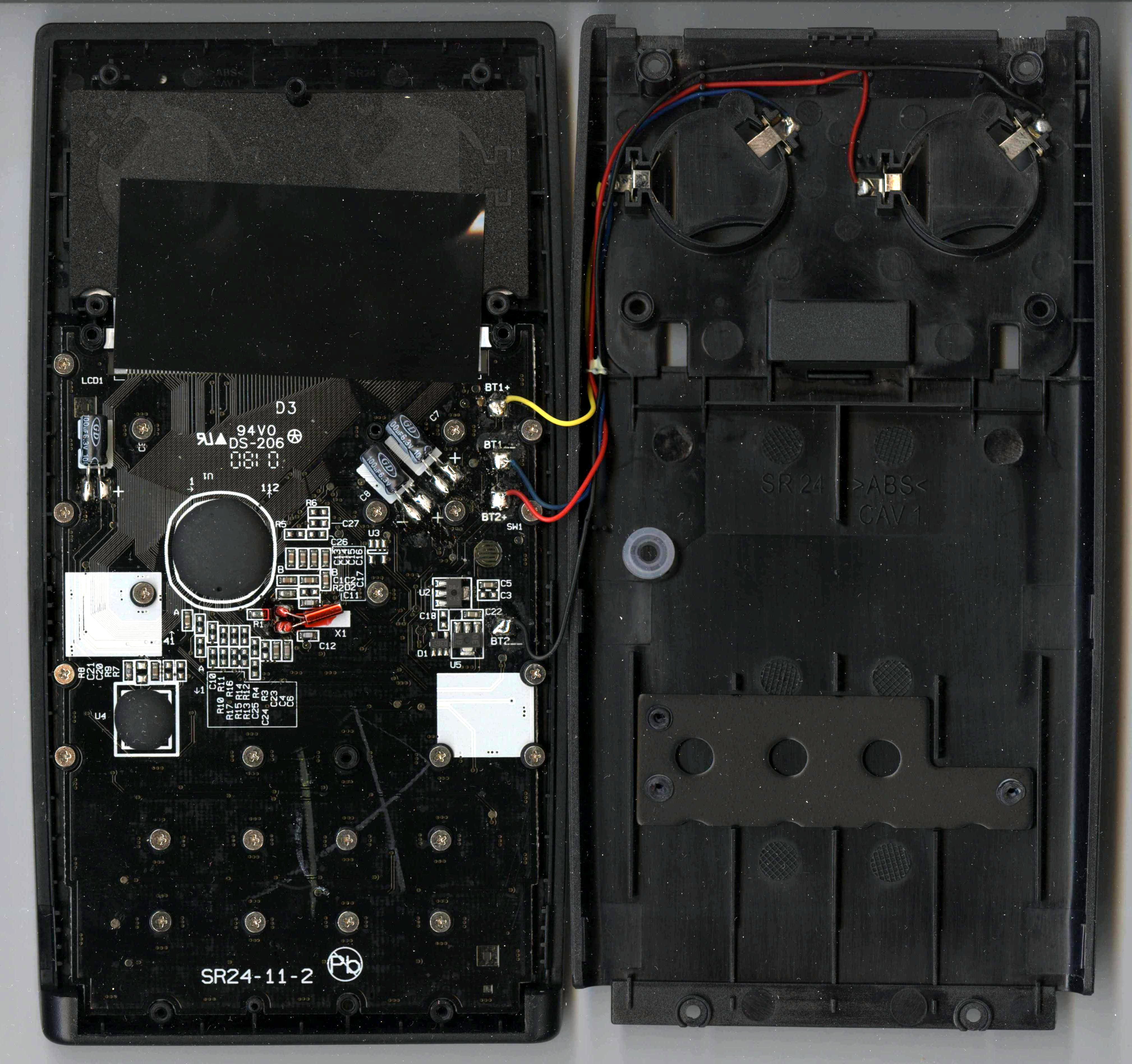
Vista interna

La HP 35s è stata progettata da Hewlett-Packard in collaborazione con Kinpo Electronics di Taiwan, che produce i calcolatori per HP nella Cina continentale.
Secondo HP, il calcolatore è stato progettato per un uso professionale intensivo ed è stato testato in condizioni ambientali estreme. È costruito con 25 viti per rigidità e facilità di manutenzione.
La custodia presenta molti elementi di design dei calcolatori HP degli anni '70 come l'innovativa HP-65, che disponeva di una custodia nera con lati curvi a strisce argentate, tasti con pendenza frontale e tasti maiuscoli dorati e blu. Il frontalino è in metallo, incollato alla custodia in plastica. Viene utilizzata la stampa per le etichette dei tasti, a differenza dello stampaggio a doppio colpo utilizzato nei modelli vintage.
Il calcolatore è alimentato da due pile a bottone CR2032, che l'azienda consiglia di sostituire una alla volta, per evitare la perdita di memoria.
Inizialmente è stato fornito con una custodia a conchiglia rigida con cerniera, una tasca per appunti e un manuale stampato. Questo è stato successivamente cambiato in una custodia in cartone ricoperto di vinile con lati elastici e fodera in velluto, il manuale viene fornito all'interno di un CD-ROM in formato PDF.
Il calcolatore è completamente autonomo; non è possibile né aggiornare il firmware né caricare o salvare programmi e dati.

## Critiche
Le qualità costruttive e il design industriale della 35s sono stati accolti dai revisori come un ritorno alle migliori tradizioni di calcolatori professionali HP, in contrasto con i loro più recenti calcolatori avanzati che sono stati visti come ricchi di funzionalità e fortemente progettati per il mercato degli studenti, ma in alcuni casi progettati e costruiti male.  Particolare menzione è stata fatta della tradizionale sensazione della tastiera HP con un grande ↵ Invio nel suo posto tradizionale. Le carenze che sono state identificate includono la mancanza di qualsiasi possibilità di comunicazione con un computer (per il caricamento e il salvataggio di programmi e dati), e le prestazioni lente.
La risposta alla logica della calcolatrice è stata mista. L'aumento dei registri indirizzabili e l'introduzione dell'indirizzamento dei numeri di riga del programma sono stati visti come un grande miglioramento rispetto alla 33s. Pur accogliendo con favore il miglioramento della gestione di numeri complessi rispetto al modello precedente, il loro supporto incompleto è stato criticato. La modalità di lavoro con basi esadecimali e altre basi non decimali è stato criticato in quanto richiede sequenze di tasti eccessive e non intuitive.  Sono stati inoltre segnalati diversi bug del firmware, che non sono stati ancora corretti .
La mancanza di capacità comunicative della 35s la rende ammissibile in alcuni esami professionali dove non sono ammessi calcolatori più potenti. Ad esempio, negli Stati Uniti, è il calcolatore programmabile più potente approvato per l'uso negli esami Fundamentals of Engineering (FE) e Principles and Practice of Engineering (PE).
In Italia è ammessa alla seconda prova scritta dell'esame di maturità, nonché agli esami universitari in gran parte delle università italiane.

## Dettagli sulle funzionalità

### Modalità di ingresso
La 35s supporta sia la modalità di accesso RPN sia quella algebrica. Come la maggior parte dei calcolatori HP, la modalità predefinita è quella RPN. La modalità di immissione può essere facilmente modificata dall'utente e un segnalatore sul display indica la modalità di immissione corrente.
In modalità RPN, utilizza uno stack a quattro livelli, così come tutti i calcolatori RPN non grafici di HP sin dai primi modelli. Contrariamente alla solita terminologia informatica, calcolatori RPN come questo si riferiscono all'estremità operativa della pila come il fondo e l'estremità lontana come la cima . I livelli di stack sono chiamati X (in basso), Y, Z e T (in alto); non hanno alcuna connessione con le variabili con gli stessi nomi. Il livello X appare sulla riga inferiore del display e il livello Y sulla riga superiore. Ogni livello di stack può contenere uno qualsiasi dei tipi di dati supportati dalla macchina: numero reale, numero complesso o vettore. Sono disponibili varie funzioni per manipolare lo stack, come R↑ e R↓ per far rotolare i valori, rispettivamente, verso l'alto e verso il basso, x<>y per scambiare X e Y, LASTx per richiamare l'ultimo valore X usato e x<> per scambiare X e una variabile denominata .
Nella modalità algebrica l'utente digita un'espressione, quindi preme ↵ Invio per valutarla. L'espressione appare sulla riga superiore del display, il risultato sulla riga inferiore. L'espressione può essere modificata usando i tasti freccia e il tasto backspace, e ricalcolata quando desiderato.

### Unità e frazioni

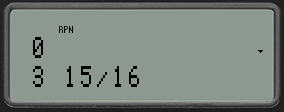
Screenshot dell'emulatore mostrante il risultato in notazione inglese frazionaria della conversione da 10cm a pollici

In linea con il tema retrò della calcolatrice, le conversioni tra unità imperiali / statunitensi e unità metriche standard equivalenti sono ben visibili sulla tastiera della 35s. Per facilitare coloro che usano ancora unità tradizionali, il calcolatore consente anche di immettere e visualizzare valori come frazioni miste (notazione inglese frazionaria).
L'immissione di frazioni miste comporta l'uso di punti decimali per separare le parti. Ad esempio, la sequenza 3 . 1 5 . 1 6 →cm converte 3 pollici e 15/16 in cm.
Il calcolatore può essere impostato per visualizzare automaticamente i valori come frazioni miste attivando il tasto FDISP . Il massimo denominatore può essere specificato usando la funzione /c . I flag numerati possono essere impostati per specificare quale dei tre sistemi di denominatori deve essere utilizzato: denominatore più preciso, fattori del massimo (ad esempio 2, 4, 8, 16, quando il massimo è 16) o un denominatore fisso. Due piccoli simboli a freccia sul display indicano se il valore effettivo è leggermente superiore o inferiore a quello visualizzato. Non ci sono funzioni per estrarre direttamente le parti della frazione visualizzata.

### Numeri complessi
I calcolatori HP precedenti (e altri modelli correnti) hanno gestito numeri complessi in vari modi. Nei calcolatori HP 33s, i numeri complessi sono stati memorizzati come due valori separati e il modificatore "complesso" è stato usato per indicare che un'operazione doveva trattare lo stack come contenente numeri complessi. Ad esempio, l'aggiunta di 12 + 34i e 56 + 78i si otteneva con le seguenti sequenze di tasti: 3 4 ↵ Invio 1 2 ↵ Invio 7 8 ↵ Invio 5 6 CMPLX +, che ha utilizzato tutti e quattro i livelli dello stack.
La 35s memorizza numeri complessi come valori singoli, che possono quindi essere gestiti in modo standard. L'esempio sopra di aggiungere 12 + 34i e 56 + 78i diventa quindi: 1 2 i 3 4 ↵ Invio 5 6 i 7 8 + .
Nella 35s, il numero di funzioni in grado di gestire numeri complessi è limitato ed è in qualche modo arbitrario. Ad esempio, prendendo direttamente la radice quadrata di un numero reale negativo si ottiene un messaggio di errore anziché un numero complesso. Ciò è strettamente corretto dato che un numero reale non negativo a ha una radice quadrata non negativa univoca e questa è chiamata radice quadrata principale che è indicata con √a . Il simbolo √ è chiamato segno di radice. Ad esempio, la radice quadrata principale di 9 è 3, che è indicata con √ 9 = 3, perché 32 = 3 • 3 = 9 e 3 non è negativo. Tuttavia elevare x alla potenza di 0,5 usando il tasto yx funziona se il numero viene inserito come numero reale con una parte complessa pari a zero. Le funzioni di trigonometria inversa e iperbolica non possono essere utilizzate con numeri complessi. Logaritmi naturali ed elevamento possono essere usati, ma non in base 10 . Tuttavia, esistono soluzioni alternative per molte di queste limitazioni.
I numeri complessi possono essere immessi in forma rettangolare (usando il tasto i ) o polare (usando il tasto Θ ) e visualizzati in entrambi i modi indipendentemente da come sono stati inseriti. Possono essere decomposti utilizzando le funzioni ABS (raggio r ) e ARG (angolo Θ ). Non ci sono funzioni per l'estrazione di parti reali e immaginarie, sebbene ciò possa essere aggirato, usando le formule Re = r cos Θ e Im = r sin Θ .

### Vettori
La 35s offre funzionalità per la gestione di vettori fino a tre elementi in numero reale. Un vettore può essere memorizzato nello stack, o in qualsiasi variabile, come valore singolo ed elaborato da varie funzioni. Viene immesso dall'utente iniziando con una parentesi quadra [ quindi i valori degli elementi separati da , . I vettori possono essere aggiunti, sottratti, moltiplicati e divisi per valori scalari . Due vettori di dimensioni simili possono essere aggiunti e sottratti e moltiplicati per dare il loro prodotto scalare. La funzione ABS restituirà la grandezza di un vettore. Non è disponibile una funzione di prodotto vettoriale, né alcuna funzione per estrarre singoli elementi da un vettore, ma questi possono essere facilmente calcolati dall'utente.
I vettori possono anche essere usati per memorizzare semplicemente fino a tre numeri reali insieme, aumentando così la capacità di memorizzazione della calcolatrice, anche se con maggiore complessità e velocità ridotta. HP ha pubblicato il codice del programma che lo consente.